# Occitanoromanska språk
Occitanoromanska (katalanska: llengues occitanoromàniques; occitanska: lengas occitanoromanicas) är en grupp av romanska språk. De occitanoromanska språken delas främst upp i gasconska, katalanska och occitanska.
Språkgrupperingen occitanoromanska är omtvistad, inklusive om den ingår i de galloromanska språken, iberoromanska språken eller om den ska vara likställd med dessa. De båda huvudspråken i gruppen – katalanska och occitanska – har sedan många hundra år utvecklats inom två separata nationalstater, Frankrike och Spanien. Detta har medfört att de tidigare mycket snarlika språken glidit isär.
Inom gasconska finns aranesiska och inom katalanska valencianska och baleariska, medan occitanskan numera är uppdelad på en mängd olika dialekter/språk.
Ett antal av språken och dialekterna har fått stora influenser från sina grannspråk, alternativt är övergångsformer. Ribagorsanskan är en övergångsform till aragonska, valencianska är mer lik spanska än annan katalanska, samtidigt som många occitanska varianter på många sätt påminner om grannspråken franska, frankoprovensalska och liguriska.